# Cuscuzispina
Cuscuzispina is een geslacht van uitgestorven zee-egels uit de familie Orthopsidae.

## Soorten
- Cuscuzispina riachuelensis Manso & Souza-Lima, 2011 † Vroege Albien van Brazilië.